# Estação Quatre-Septembre
Quatre-Septembre é uma estação da linha 3 do Metrô de Paris, localizada no 2.º arrondissement de Paris.

## Localização
Ela está situada na rue du Quatre-Septembre, nomeada em memória de 4 de setembro de 1870, data em que Léon Gambetta proclamou a Terceira República no Palácio das Tulherias, após a derrota de Sedan e a queda do Segundo Império.

## História
A estação foi aberta em 3 de novembro de 1904, com a entrada em funcionamento do primeira trecho da linha 3, entre Avenue de Villiers (hoje Villiers) e Père Lachaise.
Em 2011, 1 751 431 passageiros entraram nesta estação. Ela viu entrar 1 758 632 passageiros em 2013, o que a coloca na 264.ª posição das estações de metrô por sua frequência entre 302.

## Serviços aos Passageiros

### Acesso
Seu único acesso está situado à direita do 20, rue du Quatre-Septembre.

### Plataformas
Quatre-Septembre é uma estação de configuração padrão: ela possui duas plataformas separadas pelos trilhos do metrô e a abóbada é elíptica. A decoração é de estilo "Andreu-Motte" com duas rampas luminosas de cor verde, bancos recobertos com telhas verdes e assentos "Motte" brancos, que quebram a uniformidade colorimétrica dos estilo decorativo. Estes arranjos são casados com telhas de cerâmica brancas planas que recobrem os pés-direitos e os tímpanos, enquanto a abóbada é pintado de branco. As saídas dos corredores são tratadas com telhas brancas biseladas clássicas. Os quadros publicitários são metálicos e o nome da estação é escrito em fonte Parisine em placas esmaltadas.

### Intermodalidade
A estação é servida pelas linhas 20, 29, 39, 48, 67, 74 e 85 da rede de ônibus RATP e, à noite, pelas linhas N15 e N16 da rede Noctilien.

## Pontos turísticos
- (antiga) Biblioteca Nacional da França
- Fonoteca Nacional (rue Richelieu)

## Galeria de fotografias

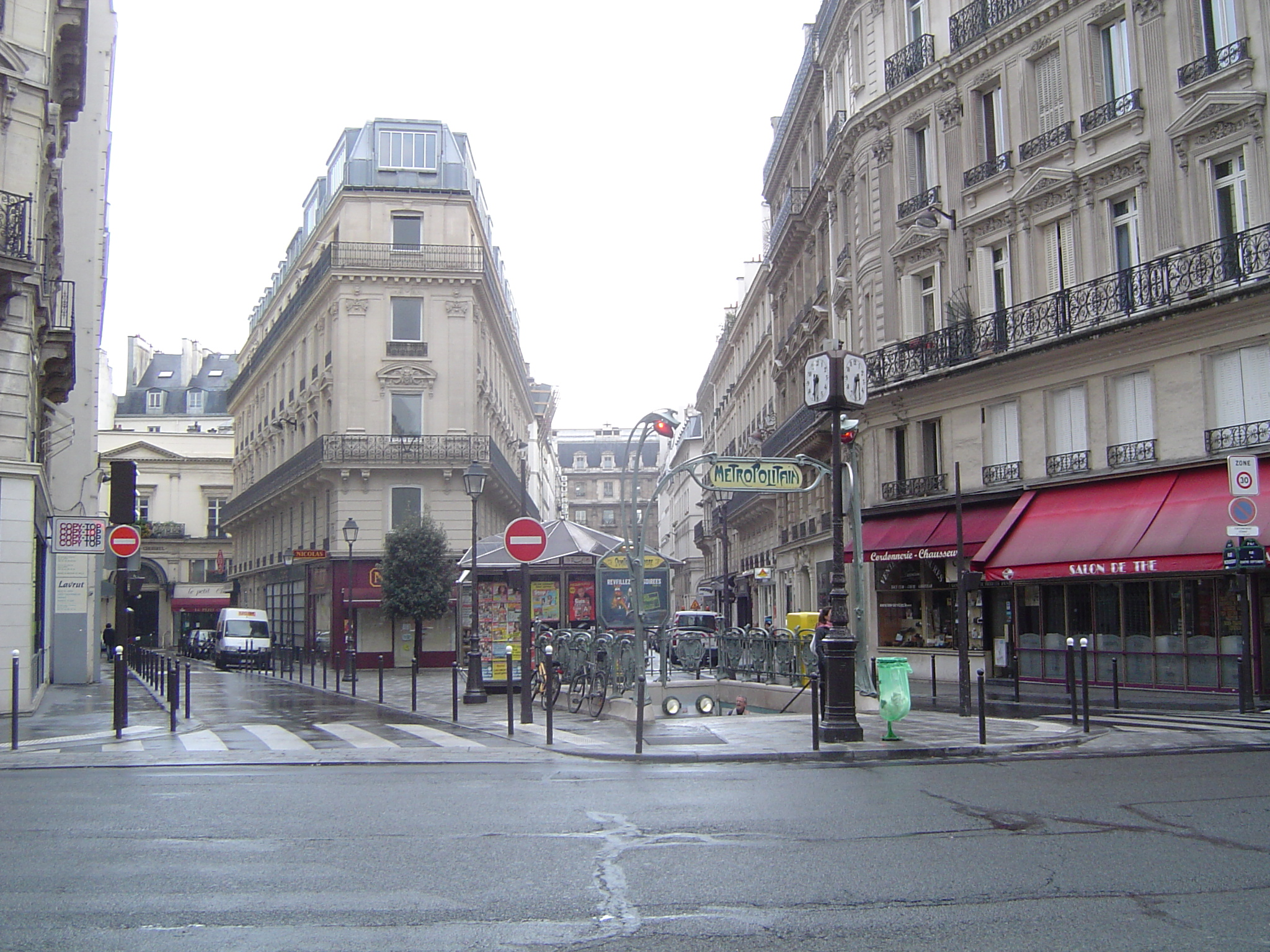
A entrada da estação.
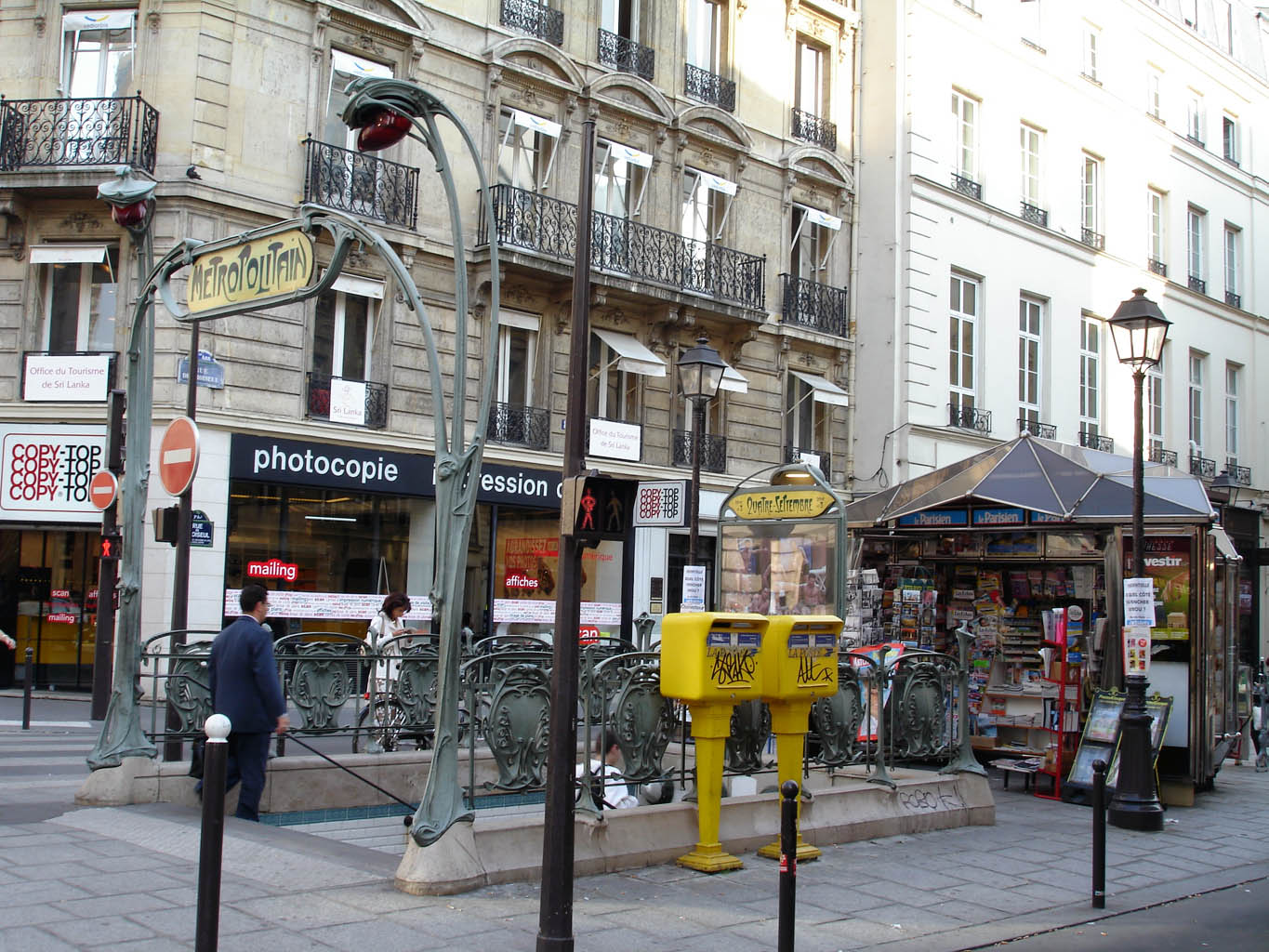
A entrada da estação.
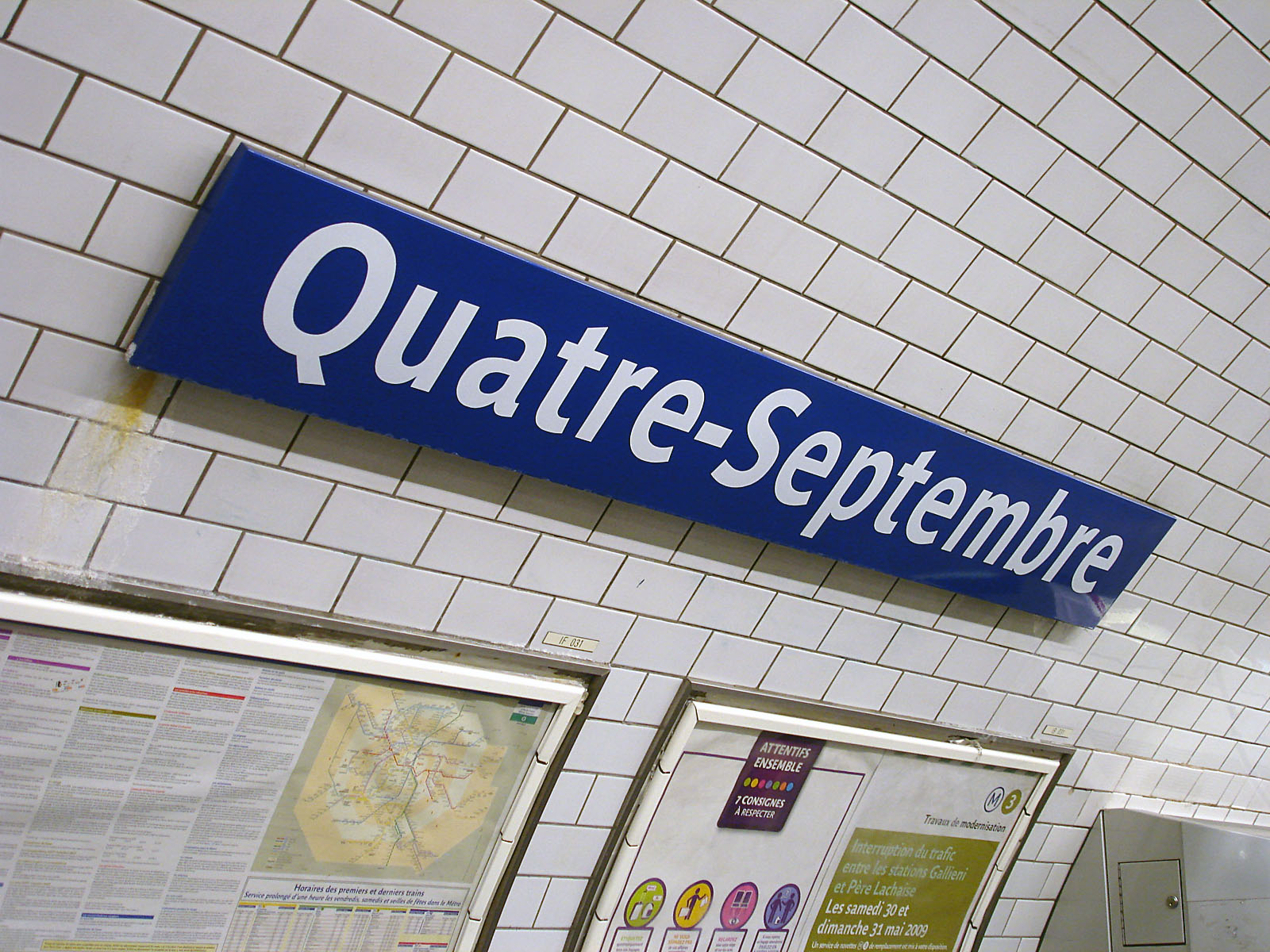
Entrada do nome da estação.